# Coppa Intercontinentale 2016 (hockey su pista)
La Coppa Intercontinentale 2016 è stata la 16ª edizione dell'omonima competizione di hockey su pista riservata alle squadre di club. Il torneo ha avuto luogo il 28 dicembre 2016. Il trofeo è stato vinto dal Vic.

## Squadre partecipanti
| Nazione   | Club    | Qualificazione                                      | Partecipazioni precedenti (il grassetto indica la vittoria) |
| --------- | ------- | --------------------------------------------------- | ----------------------------------------------------------- |
| Argentina | Huracán | Detentore del South American Club Championship 2015 | 2012                                                        |
| Spagna    | Vic     | Finalista dell'Eurolega 2014-2015                   | Esordiente                                                  |

## Risultati
| Vic 28 dicembre 2016 Finale | Huracán | 1 – 5 | Vic | Pavelló Olímpic de Vic |